# Liga Premier de Ucrania 2017-18
La temporada 2017-18 fue la 27.ª edición de la Liga Premier de Ucrania, la máxima categoría del fútbol profesional en Ucrania desde su creación en 1922 tras la caída de la Unión Soviética. La temporada comenzó el 16 de julio de 2017 y contempla un receso de invierno desde el 10 de diciembre de 2017 hasta el 17 de febrero de 2018. La temporada finalizó el 20 de mayo de 2018.
El Shakhtar Donetsk es el vigente campeón del campeonato, que retuvo su título.

## Formato de competición
El Comité Ejecutivo mantuvo el mismo sistema de la temporada anterior. Se confirmó que el campeonato se juega en dos fases distintas, la primera fase va a utilizar un torneo todos contra todos de 22 fechas y la segunda fase se dividirán en dos grupos uno del 1 al 6 lugar que jugará por el título y los puestos para torneos europeas y el segundo grupo, compuesto por los equipos de 7.º lugar al 12, que jugarán para evitar el descenso. Los dos últimos equipos serán descendidos y serían reemplazados por el campeón y el subcampeón de la Primera Liga de Ucrania. Los puntos obtenidos en la primera etapa se acumulan en la segunda etapa

## Ascensos y descensos
La liga mantuvo su número de 12 clubes, tras los descensos de FC Dnipro Dnipropetrovsk y  FC Volyn Lutsk, se sumaron para esta temporada el FC Mariupol campeón de la Primera Liga que vuelve a la máxima categoría después de dos temporadas y el NK Veres Rivne que vuelve por primera vez desde la temporada 1994-95, tras 22 años de ausencia.
| Pos. | Descendidos de la Liga Premier de Ucrania 2016-17 |
| ---- | ------------------------------------------------- |
| 11.º | FC Dnipro Dnipropetrovsk                          |
| 12.º | FC Volyn Lutsk                                    |

| Pos. | Ascendidos de Primera Liga de Ucrania 2016-17 |
| ---- | --------------------------------------------- |
| 1.º  | FC Mariupol                                   |
| 2.º  | NK Veres Rivne                                |

## Equipos participantes
| Club                   | Ciudad             | Estadio                                          | Capacidad     |
| ---------------------- | ------------------ | ------------------------------------------------ | ------------- |
| FC Chernomorets Odessa | Odesa              | Estadio Chernomorets                             | 34,164        |
| FC Dinamo de Kiev      | Kiev               | Estadio Olímpico de Kiev                         | 70,050        |
| FC Karpaty Lviv        | Lviv               | Estadio Ukraina                                  | 28,000        |
| FC Mariupol            | Mariupol           | Estadio Volodymyr Boiko                          | 12,680        |
| FC Oleksandria         | Oleksandria        | CSC Nika Stadium                                 | 7,000         |
| FC Olimpik Donetsk     | Donetsk Kiev       | SK Olimpik Stadium (x) Estadio Lobanovsky Dynamo | 3,000 16,800  |
| FC Stal Kamianske      | Kamianske Kiev     | Estadio Metalurg (x) Obolon Arena                | 2,900 5,100   |
| FC Shakhtar Donetsk    | Donetsk Járkov     | Donbass Arena (x) Estadio Metalist               | 51,504 40,000 |
| FC Vorskla Poltava     | Poltava            | Estadio Oleksiy Butovskyi                        | 25,000        |
| FC Zirka Kropyvnytsky  | Kropyvnytsky       | Estadio Zirka                                    | 13,667        |
| FC Zarya Lugansk       | Lugansk Zaporizhia | Estadio Avanhard Lugansk (x) Slavutych-Arena     | 22,288 12,000 |
| NK Veres Rivne         | Rivne              | Arena Lviv                                       | 34,915        |

- (x) Estos equipos provienen de la zona en conflicto de la Guerra en el este de Ucrania y están jugando sus juegos en casa en diferentes ciudades. Stal Kamianske juega sus juegos en casa en Kiev. Veres Rivne juega sus juegos en casa en Lviv.

## Tabla de posiciones

### Temporada regular
Actualizado al 6 de marzo de 2018
| Pos. | Equipo              | Pts. | PJ | G  | E  | P  | GF | GC | Dif. | Clasificación o descenso          |
| ---- | ------------------- | ---- | -- | -- | -- | -- | -- | -- | ---- | --------------------------------- |
| 1    | Shakhtar Donetsk    | 51   | 22 | 16 | 3  | 3  | 51 | 18 | +33  | Clasificación al Grupo Campeonato |
| 2    | Dynamo Kiev         | 45   | 22 | 13 | 6  | 3  | 42 | 20 | +22  | Clasificación al Grupo Campeonato |
| 3    | Vorskla Poltava     | 37   | 22 | 11 | 4  | 7  | 28 | 22 | +6   | Clasificación al Grupo Campeonato |
| 4    | Zarya Lugansk       | 33   | 22 | 8  | 9  | 5  | 38 | 28 | +10  | Clasificación al Grupo Campeonato |
| 5    | Veres Rivne         | 32   | 22 | 7  | 11 | 4  | 26 | 17 | +9   | Clasificación al Grupo Campeonato |
| 6    | FC Mariupol         | 32   | 22 | 9  | 5  | 8  | 30 | 27 | +3   | Clasificación al Grupo Campeonato |
| 7    | Olimpik Donetsk     | 28   | 22 | 7  | 7  | 8  | 24 | 26 | −2   | Clasificación al Grupo Descenso   |
| 8    | FC Oleksandriya     | 23   | 22 | 4  | 11 | 7  | 19 | 23 | −4   | Clasificación al Grupo Descenso   |
| 9    | Zirka Kropyvnytskyi | 19   | 22 | 4  | 7  | 11 | 13 | 31 | −18  | Clasificación al Grupo Descenso   |
| 10   | Karpaty Lviv        | 19   | 22 | 3  | 10 | 9  | 13 | 35 | −22  | Clasificación al Grupo Descenso   |
| 11   | Chornomorets Odesa  | 18   | 22 | 3  | 9  | 10 | 16 | 36 | −20  | Clasificación al Grupo Descenso   |
| 12   | Stal Kamianske      | 15   | 22 | 3  | 6  | 13 | 15 | 32 | −17  | Clasificación al Grupo Descenso   |

 Fuente: Ukrainian Premier League, UEFA, Soccerway
Criterios de clasificación: 1) Puntos; 2) puntos entre sí; 3) diferencia de goles; 4) Goles marcados.

### Grupo campeonato
| Pos. | Equipo               | Pts. | PJ | G  | E  | P  | GF | GC | Dif. | Clasificación o descenso                                      |
| ---- | -------------------- | ---- | -- | -- | -- | -- | -- | -- | ---- | ------------------------------------------------------------- |
| 1    | Shakhtar Donetsk (C) | 75   | 32 | 24 | 3  | 5  | 71 | 24 | +47  | Clasifica a Liga de Campeones de la UEFA 2018-19              |
| 2    | Dynamo Kiev          | 73   | 32 | 22 | 7  | 3  | 64 | 25 | +39  | Clasifica a Liga de Campeones de la UEFA 2018-19              |
| 3    | Vorskla Poltava      | 49   | 32 | 14 | 7  | 11 | 37 | 35 | +2   | Fase de grupos de la Liga Europa de la UEFA 2018-19           |
| 4    | Zarya Lugansk        | 43   | 32 | 11 | 10 | 11 | 44 | 44 | 0    | Tercera fase clasificatoria de Liga Europa de la UEFA 2018-19 |
| 5    | FC Mariupol          | 39   | 32 | 10 | 9  | 13 | 38 | 41 | −3   | Segunda fase clasificatoria de Liga Europa de la UEFA 2018-19 |
| 6    | Veres Rivne          | 35   | 32 | 7  | 14 | 11 | 28 | 30 | −2   |                                                               |

 Fuente: Ukrainian Premier League, UEFA, Soccerway
Criterios de clasificación: 1) Puntos; 2) puntos entre sí; 3) diferencia de goles; 4) Goles marcados.

### Grupo descenso
| Pos. | Equipo              | Pts. | PJ | G  | E  | P  | GF | GC | Dif. | Clasificación o descenso              |
| ---- | ------------------- | ---- | -- | -- | -- | -- | -- | -- | ---- | ------------------------------------- |
| 7    | FC Oleksandriya     | 45   | 32 | 10 | 15 | 7  | 32 | 27 | +5   |                                       |
| 8    | Karpaty Lviv        | 37   | 32 | 8  | 13 | 11 | 28 | 45 | −17  |                                       |
| 9    | Olimpik Donetsk     | 36   | 32 | 9  | 9  | 14 | 29 | 38 | −9   |                                       |
| 10   | Zirka Kropyvnytskyi | 31   | 32 | 7  | 10 | 15 | 22 | 40 | −18  | Playoffs de descenso                  |
| 11   | Chornomorets Odesa  | 29   | 32 | 6  | 11 | 15 | 26 | 49 | −23  | Playoffs de descenso                  |
| 12   | Stal Kamianske      | 26   | 32 | 6  | 8  | 18 | 23 | 44 | −21  | Descenso a la Primera Liga de Ucrania |

 Fuente: Ukrainian Premier League, UEFA, Soccerway
Criterios de clasificación: 1) Puntos; 2) puntos entre sí; 3) diferencia de goles; 4) Goles marcados.

## Playoffs de descenso
A finales de mayo de 2018, los equipos que se ubicaron 10.º y 11.º jugarán un partido de ida y vuelta con el segundo y tercer equipo de la Primera Liga ucraniana 2017-18. El 11 de mayo de 2018 se llevó a cabo el sorteo para los playoffs de descenso.
| Equipo 1            | Agr. | Equipo 2        | Ida | Vuelta |
| ------------------- | ---- | --------------- | --- | ------ |
| Zirka Kropyvnytskyi | 1–5  | Desná Chernígov | 1–1 | 0–4    |
| Chornomorets Odesa  | 1–3  | FC Poltava      | 1–0 | 0–3    |

- Desna Chernihiv y FC Poltava ascienden a la Liga Premier 2018-19.

## Goleadores
Fuente: Allplayers  Archivado el 31 de diciembre de 2017 en Wayback Machine.
| Pos. | Jugador             | Club                          | Goles |
| ---- | ------------------- | ----------------------------- | ----- |
| 1    | Facundo Ferreyra    | Shakhtar Donetsk              | 21    |
| 2    | Marlos              | Shakhtar Donetsk              | 18    |
| 3    | Viktor Tsyhankov    | Dynamo Kiev                   | 13    |
| 4    | Iury                | Zorya Luhansk                 | 11    |
| 5    | Dieumerci Mbokani   | Dynamo Kiev                   | 9     |
| 5    | Mykhaylo Serhiychuk | Veres Rivne / Vorskla Poltava | 9     |
| 7    | Yuriy Kolomoyets    | Vorskla Poltava               | 8     |
| 7    | Oleksiy Khoblenko   | Chornomorets Odesa            | 8     |
| 9    | Artem Hromov        | Zorya Luhansk                 | 7     |
| 9    | Serhiy Starenkyi    | FC Oleksandriya               | 7     |
| 9    | Orest Kuzyk         | Stal Kamianske                | 7     |